# Faissault

Faissault este o comună în departamentul Ardennes din nordul Franței. În 1 ianuarie 2022 avea o populație de 257 de locuitori.